# Visa Norros
Visa Matti Norros, född 5 september 1960 i Helsingfors, är en finländsk grafiker. Han är son till Heta Norros. 
Norros studerade 1978–1980 vid Aukusti Tuhkas skola och 1981 vid Auguste Clots et Bramsens litografiateljé i Paris samt ställde ut första gången 1979. De huvudsakliga teknikerna i Norros abstrakta och informalistiska verk har varit metallgrafik, monotypier och sandblästrat glas. En horisontal linje kan stundom i hans arbeten antyda ett landskap eller perspektiv. Geometriska och organiska former förenar ordning och oreda, aktivt och passivt. Offentliga arbeten av honom är bland annat väggmonotypier i Franska skolan i Helsingfors (1995), Designmuseets hiss (1998) och arbeten i sandblästrat glas i bland annat Hotel SAS Plaza i Helsingfors (2000). Han har undervisat i grafik vid Konstindustriella högskolan 1988–1889 och vid Södra Karelens yrkesskola 1987. Han har verkat aktivt inom olika konstnärsorganisationer och varit bland annat ordförande för Konstgrafikerna 1998–1999 och 2002–2003 samt styrelsemedlem i Konstnärsgillet 1998–2003.